# Île Fournier
Pour les articles homonymes, voir Fournier.
L'île Fournier est une petite île de l'Antarctique dans le sud du chenal Schollaert (en), située 0,5 milles marins (1 km) au large de l'extrémité orientale de l'île Anvers, dans l'archipel Palmer. L'île a été cartographiée mais laissée sans nom par l'expédition antarctique française, 1903–05. Le nom apparaît sur des cartes argentines datant de 1950, et honore le navire Fournier qui participa à l'expédition antarctique argentine de 1947. En 1948, le navire fit naufrage dans le détroit de Magellan. 